# Sessismo

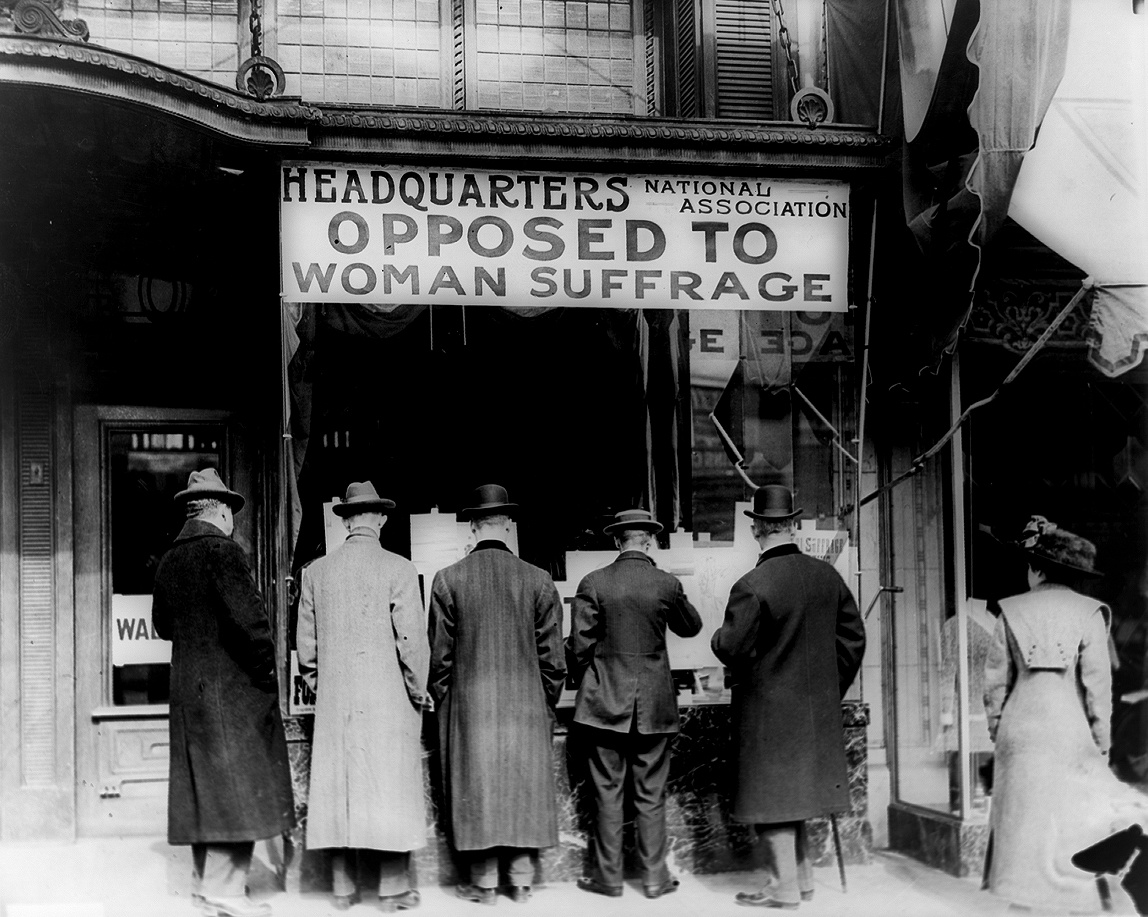
Stati Uniti d'America, sede centrale dell'associazione contro il suffragio delle donne

Il sessismo è la tendenza a valutare la capacità o l'attività delle persone in base al sesso e/o all'identità di genere, ovvero ad attuare una discriminazione sessuale. Il sessismo può essere indirizzato verso chiunque, ma colpisce principalmente donne e ragazze. Benché tutte le definizioni siano concordi su alcuni punti essenziali, non ne esiste una univoca. In Francia, ad esempio, l'Alto Consiglio per l'uguaglianza tra donne e uomini definì nel 2019 il sessismo come: " un'ideologia che si basa, da un lato, sul postulato dell'inferiorità della donna rispetto all'uomo e, dall'altro, su un insieme di manifestazioni, dalle più apparentemente innocue alle più gravi (commenti, rappresentazioni stereotipate, occupazione eccessiva dello spazio... fino a ostacolare l'aborto, lo stupro, l'omicidio...)."
È collegato ai ruoli di genere e agli stereotipi e può includere la convinzione che un sesso o un genere sia intrinsecamente superiore a un altro. Il sessismo estremo può favorire molestie sessuali, stupro e altre forme di violenza sessuale. Un esempio è la disuguaglianza sul posto di lavoro.
Il sessismo si riferisce alla violazione delle pari opportunità (uguaglianza formale) o alla violazione dell'uguaglianza dei risultati, anche chiamata uguaglianza sostanziale. Il sessismo può derivare da usanze e norme sociali o culturali.

## Generalizzazione e divisione

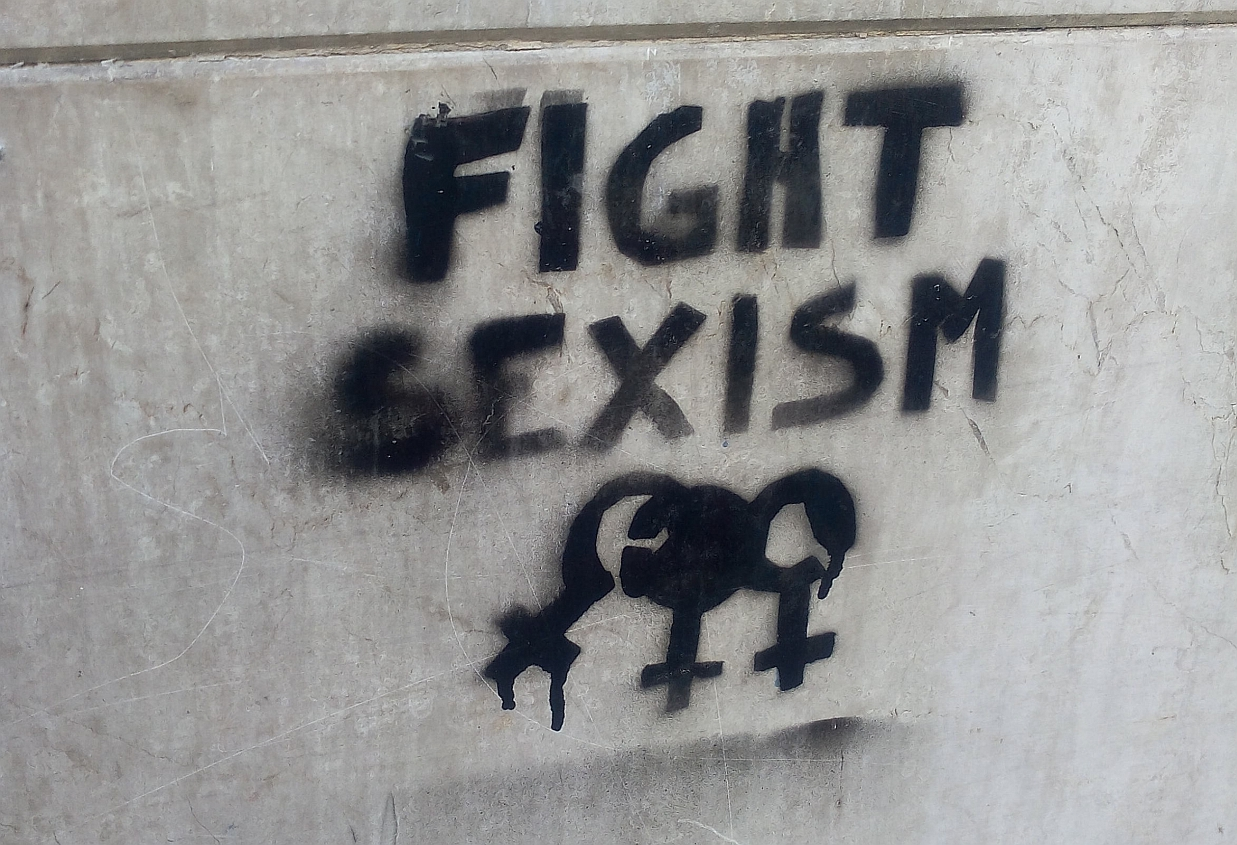
Scritta murale di protesta contro il sessismo

Le idee sessiste si manifestano in una sorta di essenzialismo secondo cui gli individui possono essere compresi e giudicati semplicisticamente in base ad alcune caratteristiche fisiche o del gruppo di appartenenza, in questo caso il gruppo maschi o femmine.
Un atteggiamento sessista si potrebbe manifestare con alcune convinzioni o pregiudizi, ad esempio:
- la presunta superiorità o il presunto maggior valore di un sesso rispetto all'altro.
- l'odio per le donne (misoginia) o per gli uomini (misandria).
- l'attitudine a inquadrare uomini e donne in base agli stereotipi di genere e ai relativi pregiudizi.
- assegnare arbitrariamente qualità (positive o negative) in base al sesso.

Anche le persone che in vari luoghi e periodi storici non rientravano "fenotipicamente" in un genere definito (intersessuali, ermafroditi o pseudoermafroditi) o che si rifiutavano di aderire al ruolo loro assegnato in base al sesso (transessuali sia uomini che donne, crossdresser e in alcuni casi gay e lesbiche) sono state e sono ancora oggi oggetto di discriminazioni che si possono leggere come discriminazioni sessiste, in quanto derivanti dalla necessità implicita, nella semplificazione sessista, di dividere nelle due categorie suddette: maschi e femmine. In tutte le società conosciute, maschile e femminile sono definiti prima di tutto come generi sociali ben distinti. Il genere biologico (maschio o femmina) a volte da solo non basta per definire l'appartenenza a un genere.
All'opposto, l'antisessismo (vedere anche qui) è l'idea del rifiuto della discriminazione tra i sessi. L'antisessismo sostiene che esiste un diritto alle differenze individuali e si pone delle domande sulla costruzione sociale dell'identità e dei ruoli di genere.
La discriminazione fondata sul sesso è illegale in moltissimi paesi; tuttavia molti hanno leggi che danno diritti o privilegi maggiori a un genere piuttosto che ad un altro.

### Discriminazione sessista verso le donne

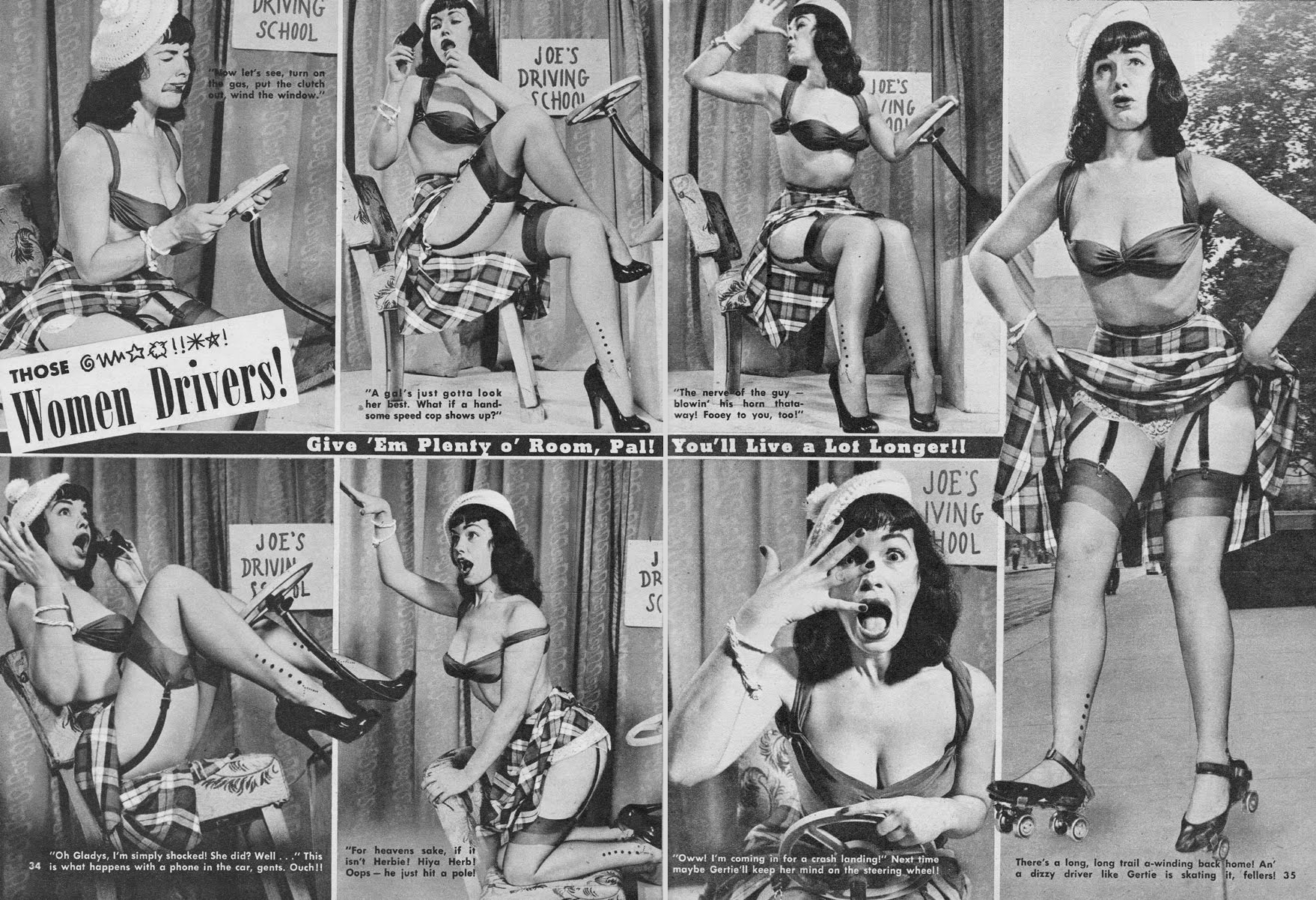
Un magazine statunitense del 1952 realizza un servizio fotografico raffigurando la donna (Bettie Page) al volante in base a stereotipi sessisti

Il sessismo contro le donne nella sua forma estrema è conosciuto come misoginia, che significa "odio verso le donne". Tuttavia il termine sessismo viene coniato dalle femministe statunitensi verso la fine degli anni Sessanta in opposizione al termine misoginia. Laddove infatti il termine misoginia rinvia a motivazioni psicologiche, il termine sessismo (coniato sulla falsariga di razzismo), vuole sottolineare il carattere sociale e politico di questo sistema: degli argomenti di tipo biologico (il sesso per le donne, il colore della pelle per i "non-bianchi"), sono stati storicamente usati per giustificare sistemi di discriminazione, subordinazione e devalorizzazione.
Come hanno sottolineato Liliane Kandel e Marie-Josèphe Dhavernas, coniando questo nuovo termine le militanti femministe intendevano ricusare nella discussione sulla dominazione di sesso (come in precedenza su quella di "razza"), ogni ricorso ad argomenti di tipo essenzialista o naturalista. Se dunque, nell'uso corrente, il termine "sessismo" usualmente indica il "sessismo verso le donne", è perché il termine stesso nasce nell'ambito delle lotte delle donne.
Forme di sessismo contro le donne possono ravvisarsi nella violenza di genere, nella discriminazione riguardo agli studi e al lavoro, nella differenza di retribuzione e nella segregazione in ambito lavorativo, nell'attribuzione del lavoro casalingo alle donne, nel diritto di voto nella questione delle mutilazioni genitali femminili, nella delega della genitorialità, nel linguaggio e nell'educazione. Una forma di sessismo meno evidente, ma molto pervasivo, è anche l'elogio della donna (il romantico "eterno femminino") incensata nel suo ruolo di madre, di sposa, di musa ispiratrice o di angelica presenza.

#### Segregazione in ambito lavorativo
Per segregazione in ambito lavorativo si intende il fatto che le donne tendono ad occupare posizioni retributive inferiori (ad esempio, lavori part time): uno studio dell'Università Bocconi mostra a esempio che le donne, pur percependo solo il 2% in meno rispetto ai colleghi uomini a parità di posizione lavorativa, ricoprono solo il 13% delle posizioni dirigenziali.
A livello lavorativo si possono distinguere tre tipi di segregazione: la segregazione orizzontale, quella verticale ed infine quella sociale. La prima si riferisce sia al numero ristretto di ruoli organizzativi ricoperti da donne sia alla disparità di trattamento che ricevono uomini e donne ma anche al divario retributivo di genere (ossia al divario nel trattamento economico tra professionisti e professioniste che hanno stesse competenze e stesso titolo) e alle varie difficoltà che le donne devono superare per fare carriera.
La seconda, invece, riguarda la scala gerarchica: le posizioni di top management e di governance sono perlopiù dirette da uomini, con conseguente esclusione del genere femminile. Difatti, dai Dati Ocse del 2015, è emerso che ad ogni donna che riveste il ruolo di manager ci sono due uomini che ricoprono lo stesso ruolo. Questo deriva principalmente da due distorsioni culturali: dal gender essentialism secondo cui il genere femminile è più adatto a professioni connesse ai servizi, alle relazioni sociali o alla cura della persona e dal sex-typing ossia ritenere che esistano professioni per uomini e professioni per donne e che quindi l'ambito lavorativo venga stabilito in base al sesso. La segregazione verticale ha collegamenti con il costrutto del ceiling glass e del cliffing glass. Per quanto riguarda il primo termine, si intendono tutti quei fenomeni o tutte quelle azioni che impediscono al genere femminile di fare carriera. Il secondo ritiene, invece, che le donne siano chiamate a ricoprire ruoli di manager solo durante i momenti di difficoltà di un'organizzazione, attribuendo a queste ultime la responsabilità nei casi di fallimento.
La terza tipologia esprime l'esclusione delle professioniste dall'aiuto dato da reti informali professionali, azioni di mentoring e di coaching all'interno del luogo di lavoro.

#### Sessismo e razzismo
All'interno degli studi femministi si è sviluppato negli ultimi anni un fondamentale filone di studi che indaga l'articolazione tra sessismo e razzismo. Infatti sessismo e razzismo, pur essendo due specifici sistemi di differenziazione e dominazione, condividono la naturalizzazione di rapporti socialmente costruiti.

#### Le quote rosa
Una questione molto dibattuta è quella delle quote rosa, ossia quote minime di presenza femminile all'interno degli organi politici istituzionali elettivi e non. La richiesta delle quote rosa nasce dalla bassa percentuale di donne nel mondo della politica (e in ruoli di potere in generale). Vari paesi del mondo dove questa situazione di disparità è più accentuata (come l'India) stanno ricorrendo a strumenti legislativi per fissare le quote minime di presenza femminile nei rispettivi parlamenti. Anche in Italia si è sviluppato il dibattito politico attorno al tema delle quote rosa, ma il disegno di legge presentato nel 2005 (dopo la bocciatura di un emendamento della legge elettorale) non è stato mai definitivamente approvato.
Tuttavia, con legge del 12 luglio 2011 n. 120 (Modifiche al testo unico delle disposizioni in materia di intermediazione finanziaria, di cui al decreto legislativo 24 febbraio 1998, n. 58, concernenti la parità di accesso agli organi di amministrazione e di controllo delle società quotate in mercati regolamentati) è stata introdotta nel nostro ordinamento una importante disciplina per le "quote rosa" negli organi di amministrazione e controllo delle società quotate. Successivamente con il D.P.R. del 30 novembre 2012, n. 251 recante "Regolamento concernente la parità di accesso agli organi di amministrazione e di controllo nelle società, costituite in Italia, controllate da pubbliche amministrazioni, ai sensi dell'articolo 2359, commi primo e secondo, del codice civile, non quotate in mercati regolamentati, in attuazione dell'articolo 3, comma 2, della legge 12 luglio 2011, n. 120" analoghe disposizioni sono state previste anche per le società controllate dalla Pubblica Amministrazione.

### Discriminazione sessista verso gli uomini
Il sessismo contro gli uomini nella sua forma estrema è conosciuto come misandria, termine corrispondente a quello di "misoginia" e che indica un'avversione morbosa nei confronti del sesso maschile. Forme di sessismo contro gli uomini riguardano, ad esempio, il differente trattamento di fronte alla giustizia, oppure il mancato riconoscimento dei loro diritti riproduttivi.